# Antikenmuseum Basel und Sammlung Ludwig
 (janvier 2025).
Si vous disposez d'ouvrages ou d'articles de référence ou si vous connaissez des sites web de qualité traitant du thème abordé ici, merci de compléter l'article en donnant les références utiles à sa vérifiabilité et en les liant à la section « Notes et références ».
L'Antikenmuseum Basel und Sammlung Ludwig (« Musée des antiquités de Bâle et Collection Ludwig ») est l’unique musée de Suisse consacré exclusivement à l’art et aux civilisations antiques de la Méditerranée.

## Historique
Le Musée des Antiquités, situé en face du Kunstmuseum Basel, est le plus récent des musées nationaux de Bâle-Ville. Les objets antiques faisaient déjà partie de l'inventaire initial de la collection du Musée public de Bâle, créé en 1661 grâce à l'achat du cabinet Amerbach. Cependant, la collection d'antiquités n'était pas particulièrement importante et était également peu entretenue. Les moulages en plâtre, qui ont été achetés en grand nombre et présentés uniquement dans le nouveau musée de l'Augustinergasse, et à partir de 1887 dans leur propre salle d'exposition à la Kunsthalle Basel, ont attiré davantage l'attention jusqu'au début du XXe siècle. Les collections d'originaux antiques ont été transférés en 1894 entre le Musée historique (petites pièces d'art antique, monnaies) et le Musée d'art (grandes sculptures). La plupart des quelque deux mille objets sont restés entreposés et la salle des sculptures a fermé en 1927.

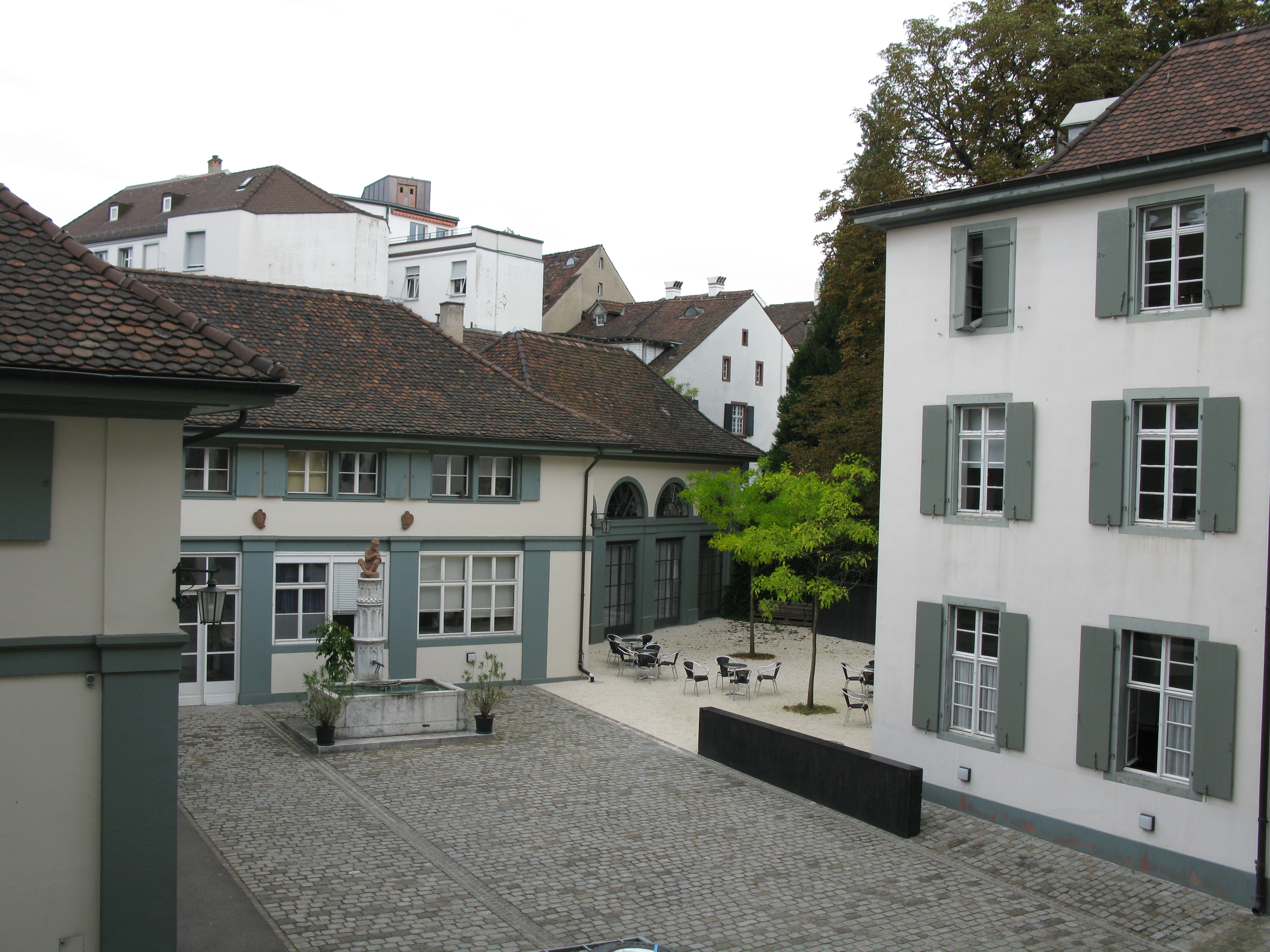
Cour intérieure

Les objets éparpillés depuis la fin du XIXe siècle étaient concentrés dans un bâtiment séparé lors de la création du musée des Antiquités en 1961. Les trois quarts des objets exposés provenaient de collections privées. Le musée des Antiquités a été ouvert en 1966 dans une maison néoclassique de Melchior Berri des années 1820 et une salle moderne à éclairage par le haut. La donation d'une collection d'antiquités par Peter Ludwig en 1981 a conduit à la connexion d'un bâtiment voisin (également par Berri et de la même époque) et à la réouverture sous le nom de musée des Antiquités de Bâle et collection Ludwig en 1986. Les derniers ajouts majeurs ont eu lieu en 2001 avec le département permanent de l'Égypte dans une salle spéciale sous la cour et en 2002 avec le département Orient, Chypre et Grèce ancienne.

## Collections
Les pièces de la collection remontent pour la plupart aux civilisations égyptienne, grecque, italique et romaine. S’y ajoutent quelques objets du Proche-Orient et de Chypre. La période représentée s’étend du quatrième millénaire avant notre ère jusqu’au VIIe siècle. La sculpture et la céramique forment les points forts de la collection.
Le musée est le seul en Suisse à présenter exclusivement l'art et la culture antiques de la région méditerranéenne. Il rassemble des objets anciens égyptiens, grecs, étrusques, romains et du Proche-Orient. Leur période d'origine s'étend du IVe millénaire av. J.-C. au VIe siècle apr. J.-C., avec un accent sur 1000 av. J.-C. à 300 ap. J.-C. Le département de l'Égypte ancienne et la collection de vases et de sculptures grecques constituent le fonds principal, mettant l'accent sur les statuettes en bronze, les terres cuites et les bijoux en or.
La salle des sculptures de Bâle (gypsothèque), avec des moulages en plâtre de sculptures antiques, dont la frise du Parthénon à Athènes, appartient également au musée des Antiquités.

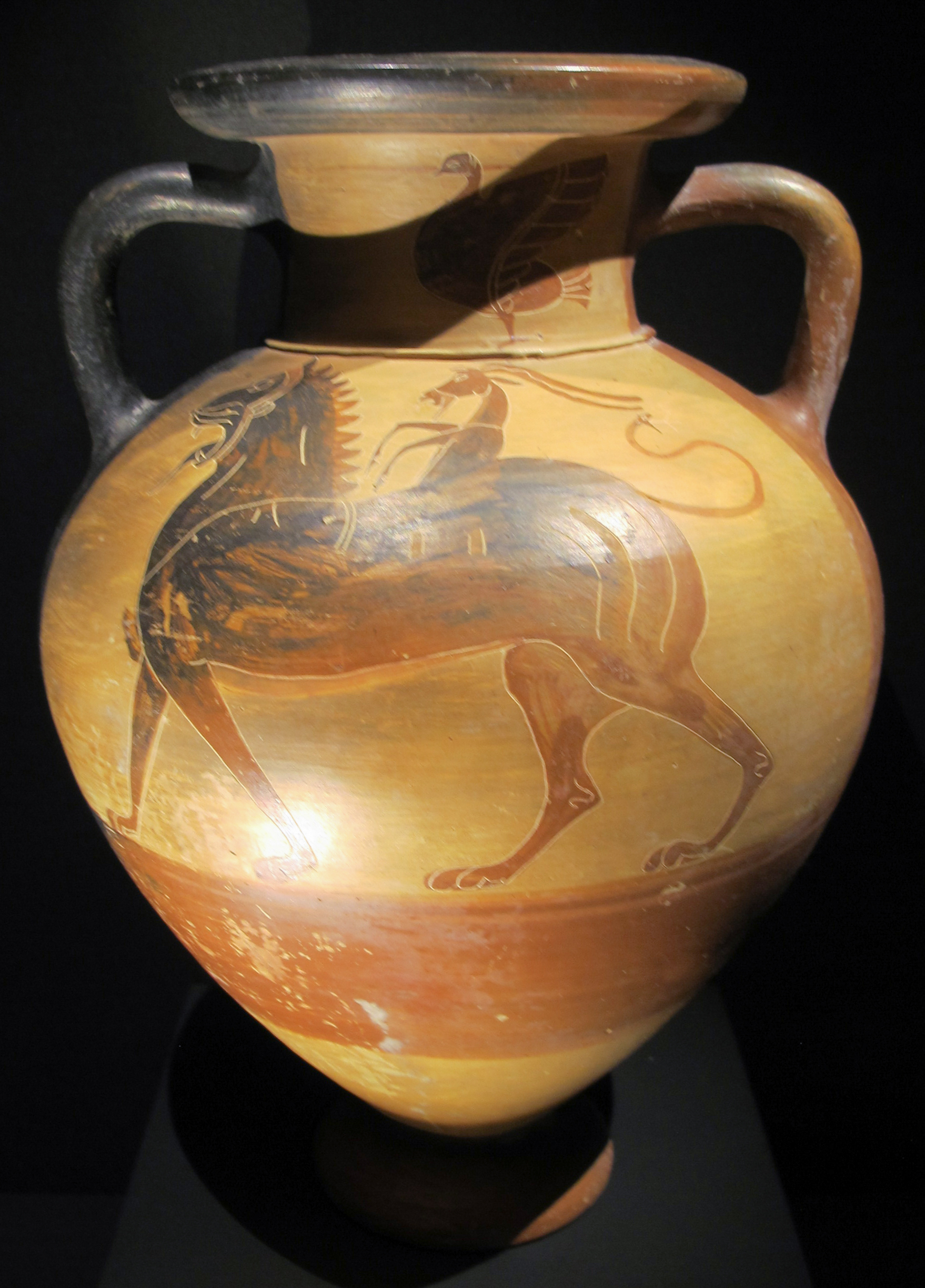
Groupe de Tolfa, amphore avec chimère, 550-525 AEC
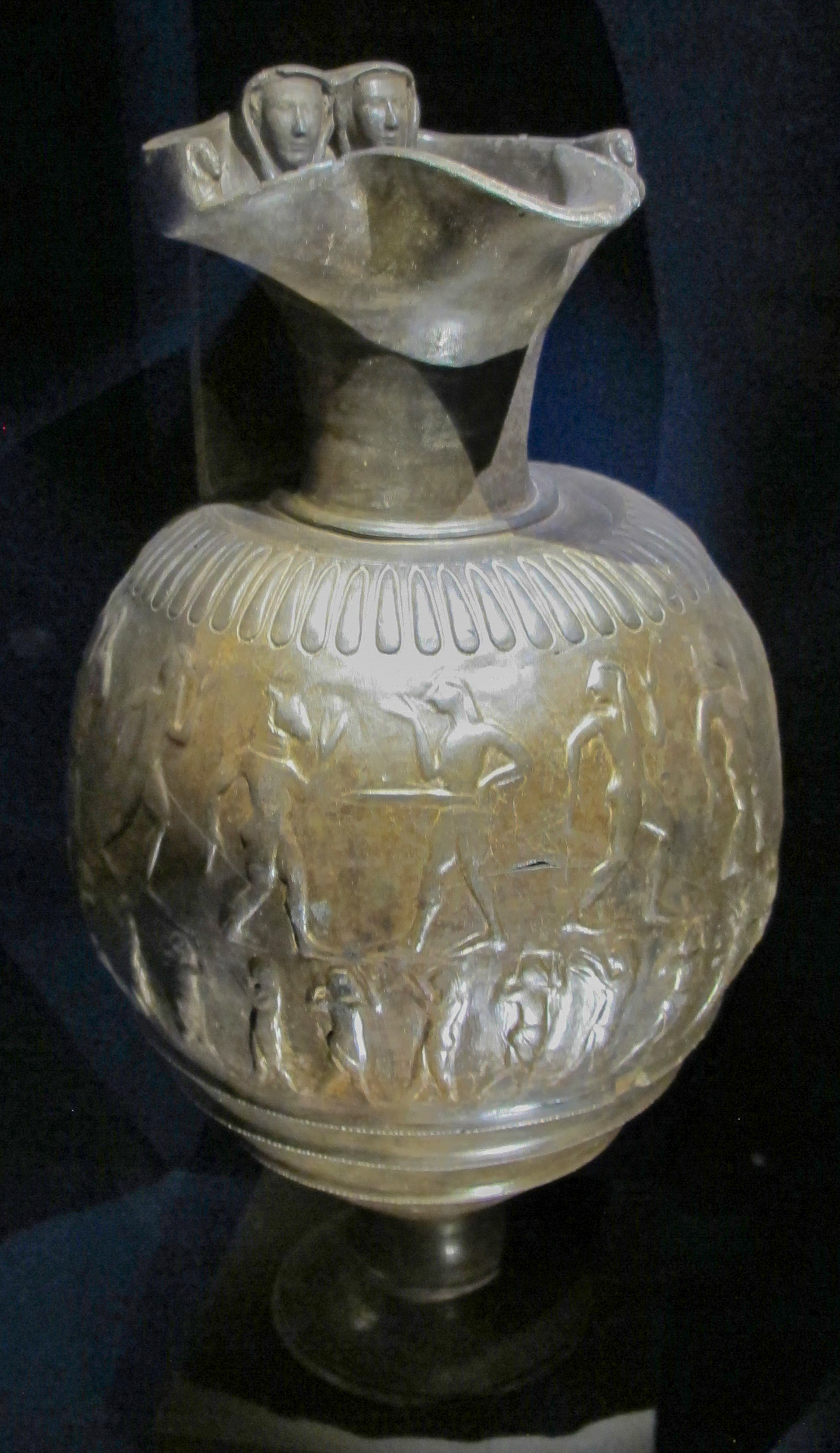
Œnochoé en bucchero. Thésée tue le Minotaure. VIe siècle av. J.-C.
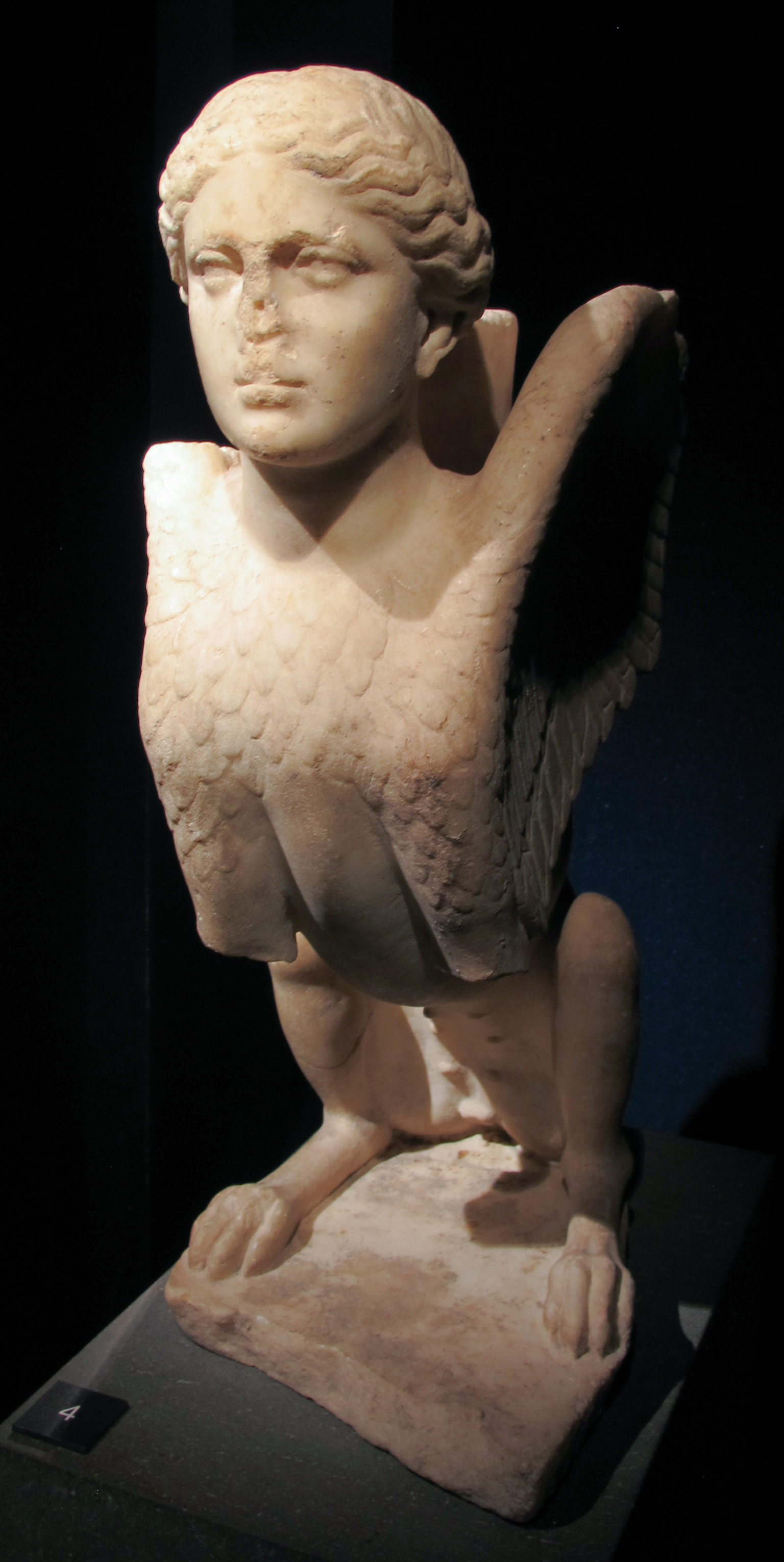
Statue-support en forme de sphinx. Ier siècle d'apr. original grec 450 AEC
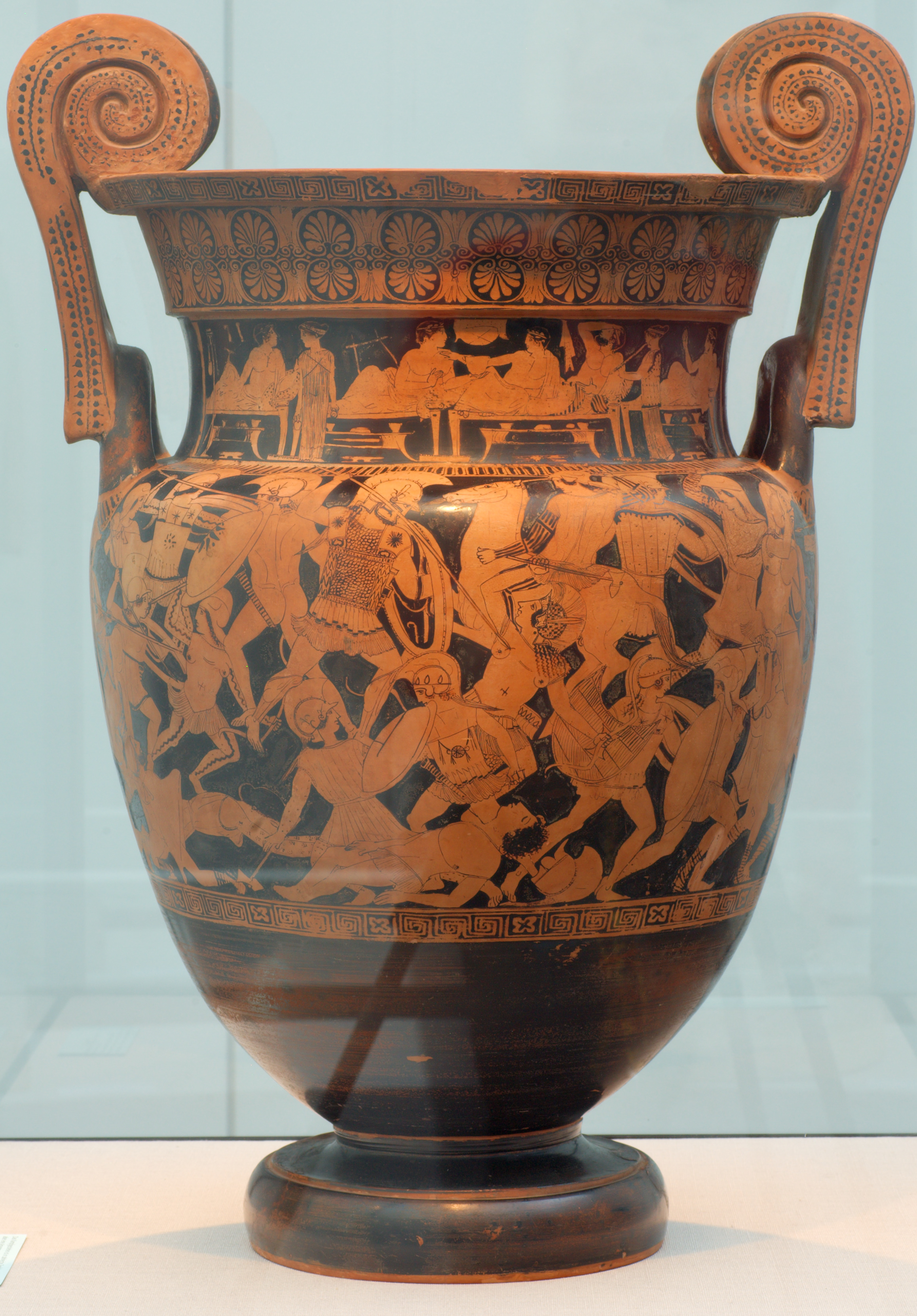
Cratère à volutes. Bataille des Amazones. Peintre de Bologne, 450 AEC
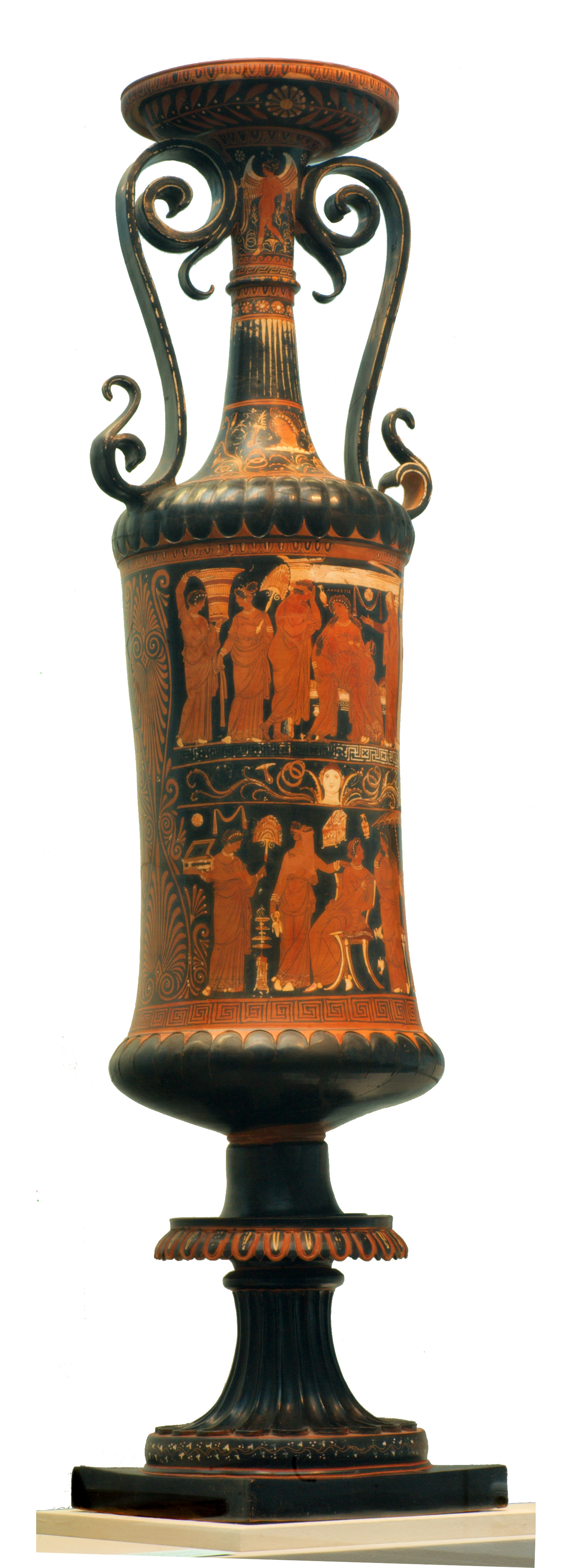
Loutrophore. Scène avec Alceste. 340 AEC
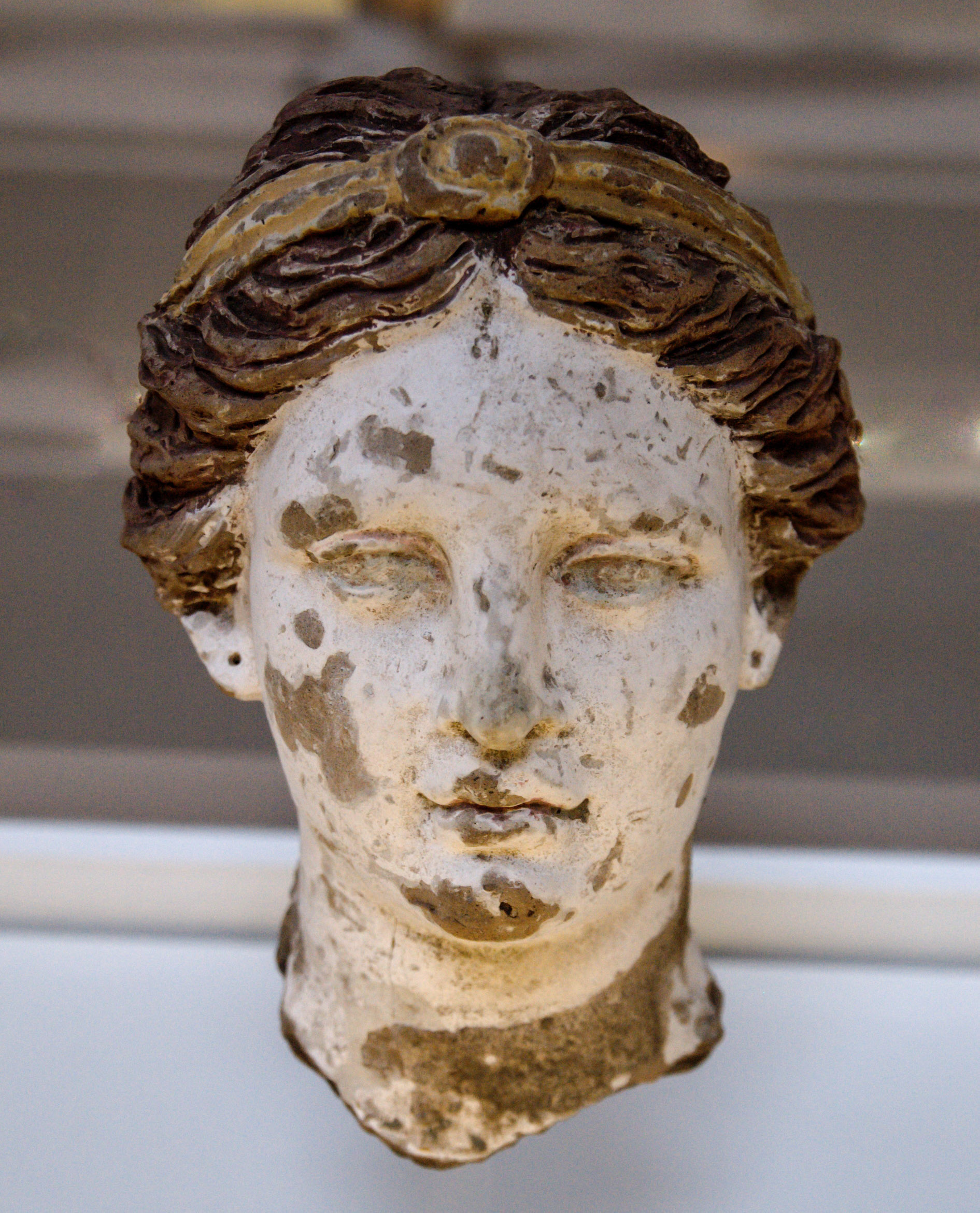
Tête de femme, terre cuite, Tarente, IVe siècle av. J.-C.